# پارک (فیلم ۲۰۰۳)
«پارک» (انگلیسی: The Park (2003 film)) فیلمی در ژانر ترسناک است که در سال ۲۰۰۳ منتشر شد.